# قايد العدواني
قايد العدواني (1 يوليو 1971) هو لاعب كرة يد كويتي. شارك في دورة الألعاب الأولمبية الصيفية عام 1996. كما فاز بالميدالية الفضية في دورة الألعاب الآسيوية عام 1998.